# Золотые листы
Золотые листы, золотые пластины, золотая Библия (англ. the golden plates) — согласно учению Движения святых последних дней, источник, основываясь на котором Джозеф Смит написал Книгу Мормона, священное писание мормонизма.  Некоторые из тех, кому посчастливилось их увидеть, описывали их как тонкие металлические листы золотого цвета с гравировкой с обеих сторон, весом приблизительно от 14 до 27 килограммов, скрепленные между собой при помощи D-образных колец.
Сам Смит утверждал, что обнаружил пластины 22 сентября 1823 года на холме неподалёку от своего дома в Манчестере, штат Нью-Йорк, после того, как ангел Мороний указал ему на захороненный в этом месте каменный ящик. Поначалу ангел запретил Смиту вскрывать ящик, но приказал вернуться сюда же через год. Уже в сентябре 1827, после своего четвёртого ежегодного похода к холму, Смит вернулся домой с чем-то увесистым, завернутым в сюртук. Этот объект он чуть позднее переложил в ящик. Как позже рассказывал Смит, ангел воспретил показывать эти пластины кому-либо до тех пор, пока они не будут переведены с их изначального, «измененного египетского», языка. Будучи неграмотным, Смит был вынужден в течение нескольких лет надиктовывать текст Книги Мормона, позднее утверждая, что этот текст является переводом тех самых пластин. Он делал это при помощи камней провидения, которые он бросал в шляпу, вглядываясь внутрь которой, он мог наблюдать буквы, написанные на камнях. Эта история представляется особенно странной с учётом того, что Смит был неграмотным, следовательно, он никак не мог прочесть те буквы, что были начертаны на камнях.